# 스포츠 트래커
스포츠 트래커(Sports Tracker)는 스포츠 트래킹 테크놀로지사에서 만든 소셜 스포츠 서비스이다. 사용자는 자신의 운동 시간, 속도, 루트 등을 기록하고 분석할 수 있으며 그 결과 및 운동 중 찍은 사진을 다른 사용자와 공유할 수 있다. 모바일 앱은 iOS, 안드로이드, 심비안을 지원한다. 2004년 노키아에서 자사의 심비안 플랫폼을 위해 개발하였으나, 2010년 6월 30일 서비스를 종료함에 따라 노키아사의 해당 팀에 근무하던 세명이 나와 스포츠 트래킹 테크놀로지사를 설립하며 서비스를 지속하고 있다.

## 같이 보기
- 엔도몬도